# NGC 1349
NGC 1349 (również PGC 13088 lub UGC 2774) – galaktyka soczewkowata (S0), znajdująca się w gwiazdozbiorze Byka. Odkrył ją Lewis A. Swift 20 grudnia 1886 roku. Jest to galaktyka z aktywnym jądrem typu LINER.